# Christoph Hermann Müller
Pour les articles homonymes, voir Christoph Müller.
 (mars 2012).
Si vous disposez d'ouvrages ou d'articles de référence ou si vous connaissez des sites web de qualité traitant du thème abordé ici, merci de compléter l'article en donnant les références utiles à sa vérifiabilité et en les liant à la section « Notes et références ».
Christoph Hermann Müller, né en 1967, est un musicien et compositeur suisse de musique, connu en tant que cofondateur du groupe Gotan Project.

## Biographie
Il passe sa jeunesse en Suisse, près de Bâle où il fait partie de plusieurs groupes, dont « Touch el Arab » pour lequel il co-compose le titre Muhammar. En 1991, il commence à vivre entre Bâle et Paris, où il s’installe définitivement en 1998. Pendant cette période, il fait des études d’histoire et de sociologie, travaille comme secrétaire privé d’un collectionneur d’art contemporain et développe sa carrière musicale.
En 1999 il crée ensemble avec Philippe Cohen Solal et Eduardo Makaroff le groupe Gotan Project. En parallèle, il crée en 2004 sa société de production March:Music où il développe d’autres projets musicaux tel que Radiokijada ou Roy Dubb.
En 2005, il signe avec Eduardo Makaroff la musique du 2e long métrage de Stéphane Brizé Je ne suis pas là pour être aimé et en 2007 la musique originale du film El Gaucho d’Andres Jarach.
En 2013, il crée avec Eduardo Makaroff et Catherine Ringer (Les Rita Mitsouko) le groupe Plaza Francia, qui mélange le tango argentin avec la musique pop/rock sous forme de chansons, interprétées par Catherine Ringer. En 2014 le groupe sort son premier album A New Tango Songbook chez Because Music.
En 2015, sort l'album de sa collaboration avec Hans-Joachim Roedelius, figure emblématique de la musique électronique et de l'avant-garde allemande, chez le label Groenland Records.
L'album est intitulé Imagori, une anagramme de Origami.
En 2018, Müller & Makaroff recréent Plaza Francia Orchestra et sortent l'album éponyme avec les participations vocales de Catherine Ringer, Lura et Maria Muliterno, ainsi que les musiciens argentins Pablo Gignoli et Sebastian Volco. Le célèbre peintre argentin Antonio Seguí conçoit un tableau qui deviendra la pochette de l'album. Ils entament une tournée la même année.
En 2019, Müller et Makaroff présentent leur nouveau projet "Antropoceno!", un réveil musical sur ce qui est considéré par une partie des scientifiques comme une nouvelle époque géologique : l'Anthropocène. En décembre de la même année, ils se produisent à la COP25 à Madrid et en 2021 à la COP26 à Glasgow.
En 2024, Müller et Makaroff composent la musique de « La Danse des Jeux », une chorégraphie de Mourad Merzouki pour les Jeux olympiques d'été de 2024 à Paris, en France. Cette danse participative était destinée à des fins éducatives dans les écoles et les clubs sportifs de toute la France et dans les écoles françaises du monde entier.
Cette même année Müller compose er réalise, toujours ensemble avec Eduardo Makaroff, la musique de la dernière création de Mourad Merzouki, « Beauséjour », dont la première aura lieu en juillet 2024 au festival « Les Nuits de Fourvière » à Lyon, en France.

## Discographie

### Albums & EPs
- 1987 : Touch el Arab We Believe
- 1988 : Touch el Arab LRK
- 1989 : Touch el Arab Limited
- 1997 : Ten Mother Tongues The Listening Tree
- 1997 : Fruit of the Loop S*xplore (Maxi 12)
- 1997 : The Boyz from Brazil Solidao (Maxi 12)
- 1997 : The Boyz from Brazil Chica Boom (Maxi 12)
- 1998 : Stereo Action Unlimited Hifi Trumpet
- 1999 : The Boyz from Brazil (Album)
- 1999 : Gotan Project Vuelvo al sur : El capitalismo foraneo (maxi 10)
- 2000 : Gotan Project : Santa Maria (Maxi 10)
- 2000 : Gotan Project : Triptico (Maxi 10)
- 2000 : Stereo Action Unlimited Lovelight (Maxi 12)
- 2001 : Gotan Project : La revancha del tango
- 2005 : Radiokijada Nuevos sonidos afroperuanos part I (Maxi 12)
- 2006 : Gotan Project : Lunatico
- 2006 : Bande originale du film Je ne suis pas là pour être aimé
- 2006 : Roy Dubb Harambe (maxi 12)
- 2006 : Roy Dubb Afro Blue (maxi 12)
- 2007 : Les Meilleurs Meilleurs (livre CD pour enfants)
- 2008 : Bande originale du film El gaucho
- 2009 : Radiokijada Nuevos sonidos afroperuanos (album CD)
- 2010 : Gotan Project : Tango 3.0
- 2014 : Plaza Francia A new tango songbook
- 2015 : Plaza Francia Live Re-Experience
- 2015 : Mueller Roedelius Imagori
- 2018 : Plaza Francia Orchestra
- 2018 : Mueller Roedelius Imagori II

### Compilations
- 1989 : TransEuropa: A Swiss-Swedish Techno Sampler
- 1989 : Stop the Army Vol.I
- 1997 : Bande originale du film Clubbed to death
- 1998 : Bande originale du film Je ne voudrais pas crever un dimanche
- 2004 : Inspiracion/Espiracion : A Gotan Project DJ set
- 2007 : Ya Basta Records: 10 years after all

La musique de Gotan Project tout particulièrement a été utilisée sur des dizaines de compilations et dans de nombreux longs métrages et séries TV.

## Filmographie

### Musique originale
- Je n'aimerais pas crever un dimanche (1998)
- Je ne suis pas là pour être aimé (2005)
- El gaucho (de Andrés Jarach), (2009)
- Au fil d'Ariane (2014)

#### Avec Gotan Project
- Tom à la ferme Santa Maria (del buen ayre)
- Shall We Dance - Santa María (del buen ayre) 2001
- Ocean’s 12 - El Capitalismo Foraneo (http://vimeo.com/12067064)
- The Bourne Identity - Época
- The Truth about Charlie - Época
- Meant to Be - Época
- Knight & Day - Santa María (del buen ayre) Santa María Pepe Braddock rmx Diferente
- Lies & Alibis - Santa María (del buen ayre)
- Guess Who - Queremos Paz
- Benjamim - Vuelvo al Sur
- Powder Blue - Amor Porteño

### Documentaires
- El Gaucho d'Andres Jarach

#### avec Gotan Project
- Maradona, Gamin en Or
- The Take de Naomi Klein

### Séries TV

#### Avec Gotan Project
NIP/Tuck
- S05E13 - El Capitalismo Foráneo (http://vimeo.com/13851772)
- S03E15 - Santa María (del buen ayre)

Chuck
- S01E03 - Santa María (del buen ayre)

Sex and the city
- S06E20 - Queremos Paz (http://vimeo.com/12913039)

6 Feet under
- S03E09 - Vuelvo al Sur

Brothers and the Sisters
- S04E05 - Santa María (del buen ayre)

Danving with the Stars (2009)
- Round huit - Santa María (del buen ayre)
- Round six -Mi Confesión
- Round trois - Cité Tango

So you think you can dance
- États-Unis

1. Top 12 Perform (2011) - Tríptico
2. Top 18 Perform (2008) - Mi Confesión

- Canada

1. Top 20 (2008) - Santa María (del buen ayre)

- Australie

1. Top 16 Perform (2008) - Santa María (del buen ayre)

## Prix
- BBC Radio 3 Awards for World Music UK - 2003
- BBC Radio 3 Awards for World Music UK - 2007
- Victoires de la Musique France - 2003
- Grand Prix SACEM France - 2010

## Distinctions
- Chevalier des Arts et des Lettres